# Rudi Knez
Rudolf „Rudi“ Knez (* 12. September 1943 in Jesenice; † 5. August 2022) war ein jugoslawischer Eishockeytorwart.

## Karriere
Rudi Knez absolvierte bereits mit 16 Jahren sein erstes Spiel als Torhüter des HK Kranjska Gora. Zur Saison 1966/67 wechselte er zum HK Jesenice, für den er in den folgenden Jahren 312 Spiele bestritt und sieben Mal Jugoslawischer Meister wurde. Später war er in Italien noch für den HC Alleghe aktiv.
Für die jugoslawische Nationalmannschaft absolvierte Knez 115 Länderspiele und nahm an den Olympischen Spielen 1968 im französischen Grenoble sowie 1972 in Sapporo teil. Des Weiteren gehörte Knez zwischen 1967 und 1975 bei acht Weltmeisterschaften zum Aufgebot Jugoslawiens.
Knez galt als sehr emotionaler und aufbrausender Spieler, der viele Strafminuten sammelte, vor allem in den sportlichen Derbys gegen Olimpija Ljubljana.
Zwischen 1983 und 1985 war er beim HK Jesenice als Co-Trainer tätig.

## Statistik
(Legende zur Torhüterstatistik: GP oder Sp = Spiele insgesamt; W oder S = Siege; L oder N = Niederlagen; T oder U oder OT = Unentschieden oder Overtime- bzw. Shootout-Niederlage; Min. = Minuten; SOG oder SaT = Schüsse aufs Tor; GA oder GT = Gegentore; SO = Shutouts; GAA oder GTS = Gegentorschnitt; Sv% oder SVS% = Fangquote; EN = Empty Net Goal; 1 Play-downs/Relegation; Kursiv: Statistik nicht vollständig)